# Hemiteles crassiceps
Hemiteles crassiceps är en stekelart som beskrevs av Julius Theodor Christian Ratzeburg 1844. Hemiteles crassiceps ingår i släktet Hemiteles och familjen brokparasitsteklar. Inga underarter finns listade i Catalogue of Life.